# Tortue olivâtre
Lepidochelys olivacea
Espèce
Synonymes
- Chelonia olivacea Eschscholtz, 1829
- Chelonia dussumierii Duméril & Bibron, 1835
- Cephalochelys oceanica Gray 1873
- Thalassiochelys tarapacona Philippi 1887
- Thalassochelys controversa Philippi 1899
- Caretta remivaga Hay 1908

Statut de conservation UICN

 VU A2bd : Vulnérable
Statut CITES
Lepidochelys olivacea, la tortue olivâtre est une espèce de tortues de la famille des Cheloniidae.
Elle doit son nom à la couleur olive de sa carapace.
Cette espèce est en voie de régression et fait l'objet localement d'un plan de restauration.

## Distribution et lieux de ponte

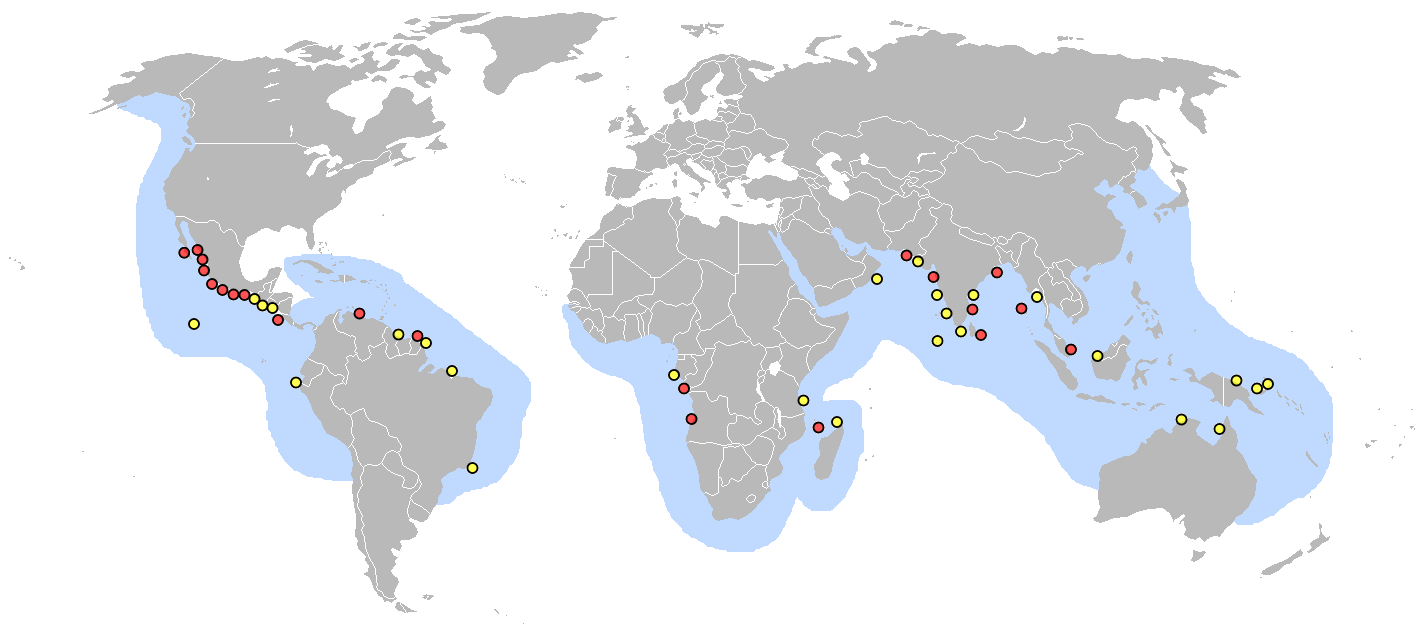
Distribution et lieux de pontes de la tortue olivâtre
Point rouge=lieux de pontes principaux
Point jaune=lieux de pontes secondaires

Cette espèce se rencontre dans les eaux inter-tropicales. Cependant, elles ne disposent pas de beaucoup de lieux de ponte sûrs. Un des plus importants, en Inde, est menacé par l'industrialisation. Bien que les États-Unis aient déclaré l’espèce comme étant en danger, sa population diminue en Atlantique Nord. Les populations stagnent ou sont en légère augmentation dans l'océan Pacifique. Les plus importants sites d'Inde, dans l’État d'Orissa, sont les plages de Devi, Rushikulya et Gahirmatha. Ce dernier site est gravement menacé par l'industrialisation.
Alors qu'on pensait qu'elles ne se reproduisaient pas en mer Rouge, on a découvert plusieurs sites de nidification dans la région de l'Érythrée,.

## Description
La tortue olivâtre mesure entre 50 et 75 cm de long et a une masse d'environ 45 kg.
Sa dossière est plutôt plus bombée (la région nuchale surélevée) que celle de la tortue de Kemp. La dossière est verdâtre à ocre brun. Les bords sont légèrement retournés.

## Alimentation
Cette tortue marine est une omnivore opportuniste : elle broute des algues et mange des crustacés, des échinodermes, des méduses, des mollusques et des poissons.

## Reproduction
La maturité sexuelle est atteinte entre 7 et 9 ans. Les pontes durent de 20 à 40 minutes. Cette espèce pond quelques fois seule. Le nid est creusé sur 50 à 60 cm de profondeur. Chaque ponte produit entre 30 et 170 œufs. La femelle pond de 1 à 3 fois par intervalles de 17 à 29 jours au cours d’une saison. L’incubation dure entre 46 et 62 jours selon la température du sol.

## Systématique
Les principaux groupes évolutifs relatifs sont décrites ci-dessous par phylogénie selon Hirayama, 1997, 1998, Lapparent de Broin, 2000, and Parham, 2005 :
```
--o 
Chelonioidea
 Bauer, 1893
|--o
| |--o †
Toxochelyidae

| `--o 
Cheloniidae

| |--o Carettini
| | `-- 
Caretta
 Rafinesque, 1814
| |--o 
Natator
 McCulloch, 1908
|   `--o Chelonini
|    |--o 
Eretmochelys
 Fitzinger, 1843
|      `--o
|       |--o 
Lepidochelys
 Fitzinger, 1843
|       | |--o 
Lepidochelys kempii
 (Garman, 1880)
|       | `--o 
Lepidochelys olivacea
 (Eschscholtz, 1829)
|         `--o 
Chelonia
 Brongniart, 1800
  `--o 
Dermochelyidae
```

Les deux espèces de Lepidochelys partagent le nom vernaculaire de « tortue bâtarde ».

## Tortue olivâtre et l'Homme

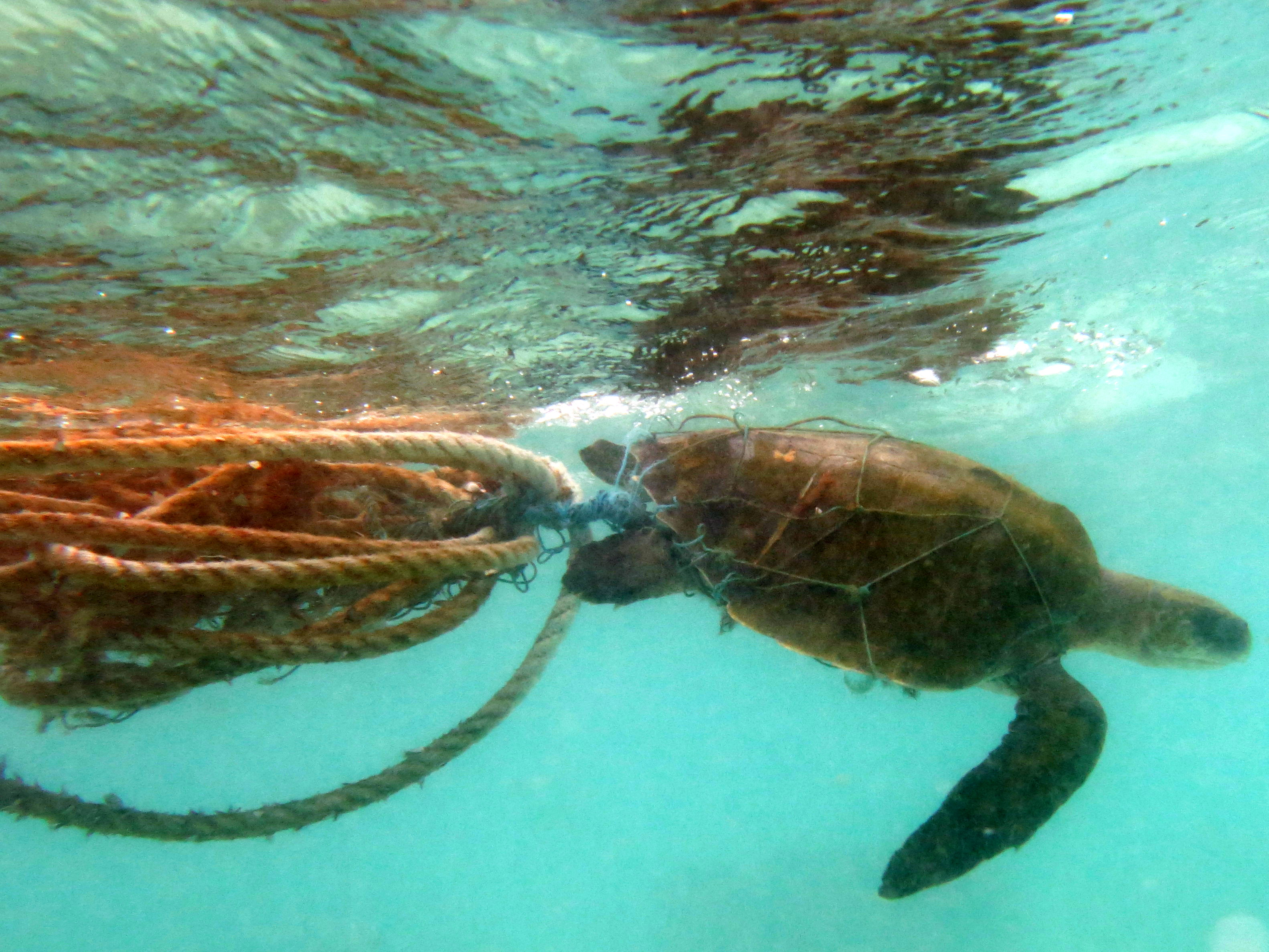
Une tortue olivâtre prise dans un filet abandonné aux Maldives.

Comme toutes les tortues marines, elle est principalement menacée par la disparition des plages due à l'industrialisation et à l'urbanisation ; mais aussi, dans une moindre mesure, par d'autres activités humaines : surpêche, filets abandonnés, déchets en mer et braconnage ainsi que des « prises involontaires » qu'elle subit. La pêche au chalut est particulièrement mortelle pour les tortues marines, mais ces prises involontaires peuvent être fortement réduites : par exemple, sur les côtes américaines, le dispositif d’exclusion des tortues limite les prises accidentelles par les chalutiers ; en ce qui concerne le braconnage, le ramassage des œufs, notamment en Amérique centrale, est encore très important.
En France, elle est concernée par un plan de restauration des tortues marines des Antilles françaises (plan local et régional qui concerne aussi d'autres tortues Marines des Antilles Françaises  (tortue imbriquée, tortue verte, tortue luth, tortue olivâtre). Ce plan est subdivisé en :
- - un Plan de Restauration des Tortues Marines de Guadeloupe,
- - un Plan de Restauration des Tortues Marines de Martinique,
- - un projet de programme de coopération internationale à développer à échelle géographique plus large, voire planétaire afin de mieux prendre en compte les métapopulations et la diversité génétique des espèces.

Une campagne de protection internationale a été lancée par June Haimoff pour la protection des tortues. Plusieurs projets sont menés par le WWF en Inde et Amérique du Sud pour limiter les prises accidentelles et protéger les sites de nidification aussi bien en Inde qu'en Amérique du Sud.

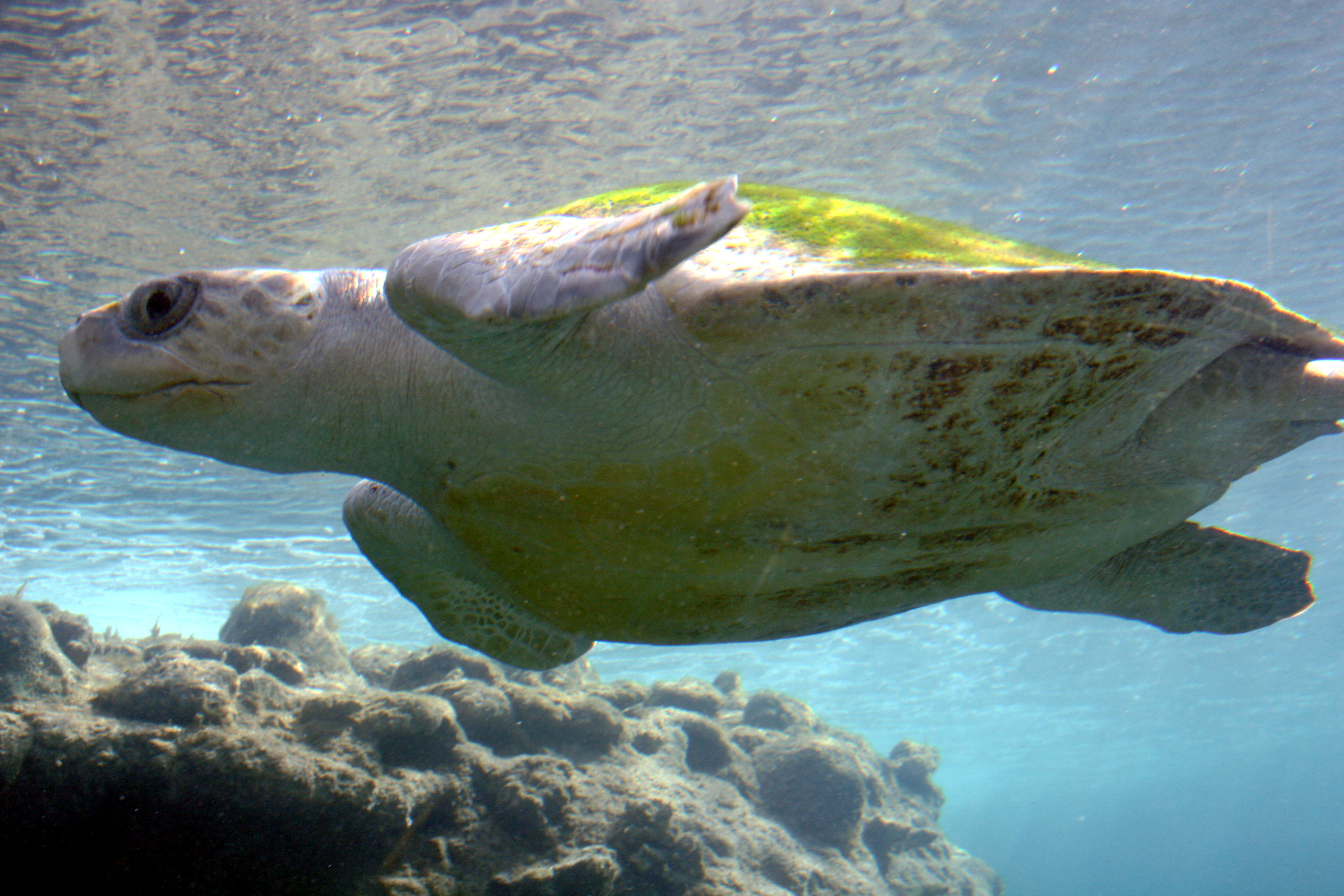
Un spécimen atteint d'albinisme ou de leucistisme à Kélonia, sur l'île de La Réunion

## Liens externes

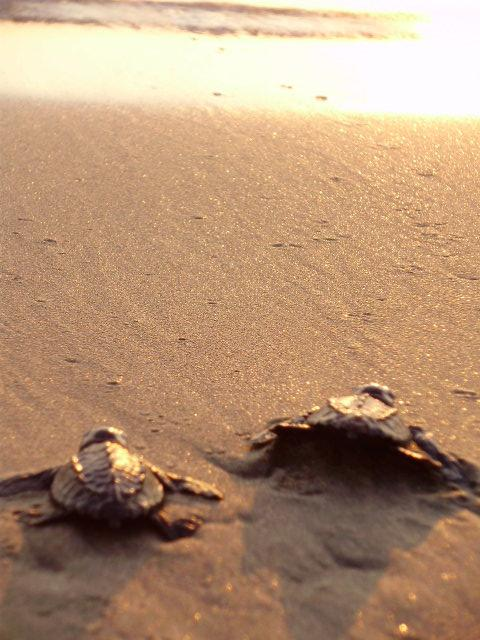
Lepidochelys olivacea

## Publication originale
- Eschscholtz, 1829 : Zoologischer Atlas, enthaltend Abbildungen und Beschreibungen neuer Thierarten, wehrend des Flottcapitains von Kotzebue zweiter Reise um die Welt, auf der Russisch-Kaiserlichen Kriegsschlupp Predpriaetiâ in den Jahren 1823-1826. (texte intégral)